# Федерал-Вей (Вашингтон)
Федерал-Вей (англ. Federal Way) — місто (англ. city) в США, в окрузі Кінг штату Вашингтон. Населення — 101 030 осіб (2020).

## Географія
Федерал-Вей розташований за координатами 47°18′32″ пн. ш. 122°20′10″ зх. д. / 47.30889° пн. ш. 122.33611° зх. д. (47.308837, -122.336104).  За даними Бюро перепису населення США в 2010 році місто мало площу 58,17 км², з яких 57,65 км² — суходіл та 0,52 км² — водойми.

## Демографія
Згідно з переписом 2010 року, у місті мешкало 89 306 осіб у 33 188 домогосподарствах у складі 22 026 родин. Густота населення становила 1535 осіб/км².  Було 35444 помешкання (609/км²).
Расовий склад населення:
| - 57,5 % — білих - 14,2 % — азіатів - 9,7 % — чорних або афроамериканців - 2,7 % — вихідців з тихоокеанських островів - 0,9 % — корінних американців - 8,3 % — осіб інших рас |

До двох чи більше рас належало 6,6 %. Частка іспаномовних становила 16,2 % від усіх жителів.
За віковим діапазоном населення розподілялося таким чином: 25,6 % — особи молодші 18 років, 64,1 % — особи у віці 18—64 років, 10,3 % — особи у віці 65 років та старші. Медіана віку мешканця становила 34,9 року. На 100 осіб жіночої статі у місті припадало 96,0 чоловіків;  на 100 жінок у віці від 18 років та старших — 92,6 чоловіків також старших 18 років.
Середній дохід на одне домашнє господарство  становив 72 615 доларів США (медіана — 55 673), а середній дохід на одну сім'ю — 80 818 доларів (медіана — 65 081). Медіана доходів становила 48 709 доларів для чоловіків та 42 145 доларів для жінок. За межею бідності перебувало 15,4 % осіб, у тому числі 23,6 % дітей у віці до 18 років та 9,1 % осіб у віці 65 років та старших.
Цивільне працевлаштоване населення становило 45 126 осіб. Основні галузі зайнятості: освіта, охорона здоров'я та соціальна допомога — 20,0 %, роздрібна торгівля — 11,7 %, мистецтво, розваги та відпочинок — 11,2 %, виробництво — 11,0 %.